# Noidans-lès-Vesoul
Noidans-lès-Vesoul ist eine französische Gemeinde im Département Haute-Saône in der Region Bourgogne-Franche-Comté. Sie gehört zum Agglomerationsraum Vesoul.

## Geographie
Noidans-lès-Vesoul liegt auf einer Höhe von 220 m über dem Meeresspiegel, etwa zweieinhalb Kilometer westsüdwestlich der Stadt Vesoul (Luftlinie). Das Dorf erstreckt sich im zentralen Teil des Departements, im Becken von Vesoul am südlichen Rand der breiten Talebene des Durgeon, am Nordfuß der Höhe des Bois de la Côte.
Die Fläche des 8,64 km² großen Gemeindegebiets umfasst einen Abschnitt im Bereich des Beckens von Vesoul. Die nördliche Grenze verläuft teilweise entlang dem Durgeon, die östliche wird durch seinen linken Seitenbach Ruisseau de la Fontaine au Diable markiert. Der Durgeon fließt durch eine Alluvialebene und sorgt für die Entwässerung nach Westen zur Saône. Die Ebene liegt durchschnittlich auf 215 m und weist eine Breite von rund drei Kilometern auf.
Von der Talebene erstreckt sich das Gemeindeareal südwärts über einen 150 m hohen, steilen bewaldeten Hang, dessen Oberkante an verschiedenen Orten von Felsnasen und Vorsprüngen gekennzeichnet ist. Ein Sattel leitet nach Süden zur langgezogenen Senke von Andelarre (300 m) über. Diese wird von zwei bewaldeten Höhenrücken flankiert, im Westen vom Bois de Noidans (432 m), im Osten vom Bois de la Côte, auf dem mit 434 m die höchste Erhebung von Noidans-lès-Vesoul erreicht wird. Während am unteren Hang um Noidans kalkige und sandig-mergelige Sedimente der unteren Jurazeit (Lias) hervortreten, bestehen die Höhenzüge aus widerstandsfähigem Kalkgestein der mittleren Jurazeit.
Zu Noidans-lès-Vesoul gehören die Siedlungen Le Trembloi und La Vèze am Nordfuß des Bois de la Côte. Nachbargemeinden von Noidans-lès-Vesoul sind Vaivre-et-Montoille und Vesoul im Norden, Échenoz-la-Méline im Osten, Andelarrot und Andelarre im Süden sowie Chariez im Westen.

## Geschichte
Erstmals urkundlich erwähnt wird Noidans im Jahr 1174 unter dem Namen Noydant. Aus späterer Zeit sind die Schreibweisen Noydant sub Vesulio (1229), Noidant (1312), Noydan (1387), Noydam (1404) und Noidan (1429) überliefert. Die Herkunft des Ortsnamens liegt im Dunkeln. Im Mittelalter gehörte das Dorf zur Freigrafschaft Burgund und darin zum Gebiet des Bailliage d’Amont. Noidans bildete ein Lehen, das 1268 an die Faucogney (Herren von Villersexel) ging. Die Dorfbewohner erhielten 1496 gewisse Freiheitsrechte zugesprochen. Nach mehreren Besitzerwechseln kam Noidans 1554 an die Herren von Grammont. Zusammen mit der Franche-Comté gelangte das Dorf mit dem Frieden von Nimwegen 1678 definitiv an Frankreich. Heute ist Noidans-lès-Vesoul Mitglied des Gemeindeverbandes Vesoul.

## Bevölkerung
| Jahr                       | 1962 | 1968 | 1975 | 1982 | 1990 | 1999 | 2006 | 2018 |
| Einwohner                  | 829  | 904  | 1746 | 1867 | 1999 | 2109 | 2096 | 1984 |
| Quellen: Cassini und INSEE |      |      |      |      |      |      |      |      |

Mit 1979 Einwohnern (1. Januar 2022) gehört Noidans-lès-Vesoul zu den größeren Gemeinden des Départements Haute-Saône. Nachdem die Einwohnerzahl in der ersten Hälfte des 20. Jahrhunderts nur langsam zugenommen hatte (1901 wurden 532 Personen gezählt), wurde in der Zeit von 1968 bis 1975 ein kräftiges Bevölkerungswachstum verzeichnet. In dieser kurzen Zeit hat sich die Einwohnerzahl fast verdoppelt. Seither wurde ein kontinuierlicher langsamer Anstieg der Bevölkerungszahl beobachtet. Das Siedlungsgebiet von Noidans-lès-Vesoul ist heute mit denjenigen von Vesoul, Échenoz-la-Méline und Vaivre-et-Montoille beinahe lückenlos zusammengewachsen.

## Sehenswürdigkeiten
Die einschiffige Dorfkirche von Noidans-lès-Vesoul wurde von 1767 bis 1770 an der Stelle einer Kapelle neu erbaut. Im Querschiff befinden sich Täfelungen im Stil Louis-seize, im polygonalen Chorraum der barocke Hauptaltar. Dabei handelt es sich um den Hochaltar der Abteikirche des Zisterzienserklosters Bellevaux, den die Gemeinde nach der Revolution und der Auflösung des Klosters erworben hatte. Daneben gibt es zahlreiche Gemälde aus dem 18. Jahrhundert und eine reich skulptierte Kanzel. Bei den im Chor angebrachten Gemälden handelt es sich ebenfalls um Ankäufe aus dem Kloster Bellevaux.

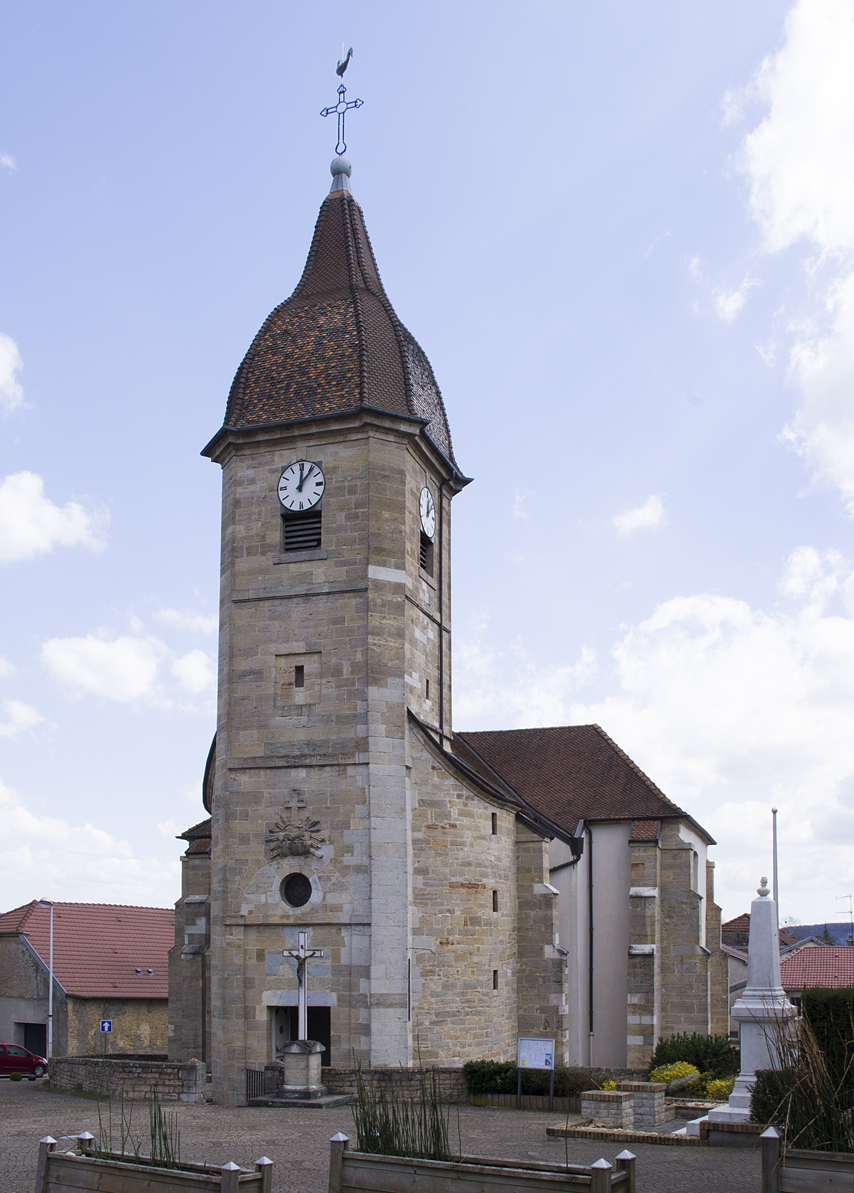
Himmelfahrtskirche Noidans, Fassade
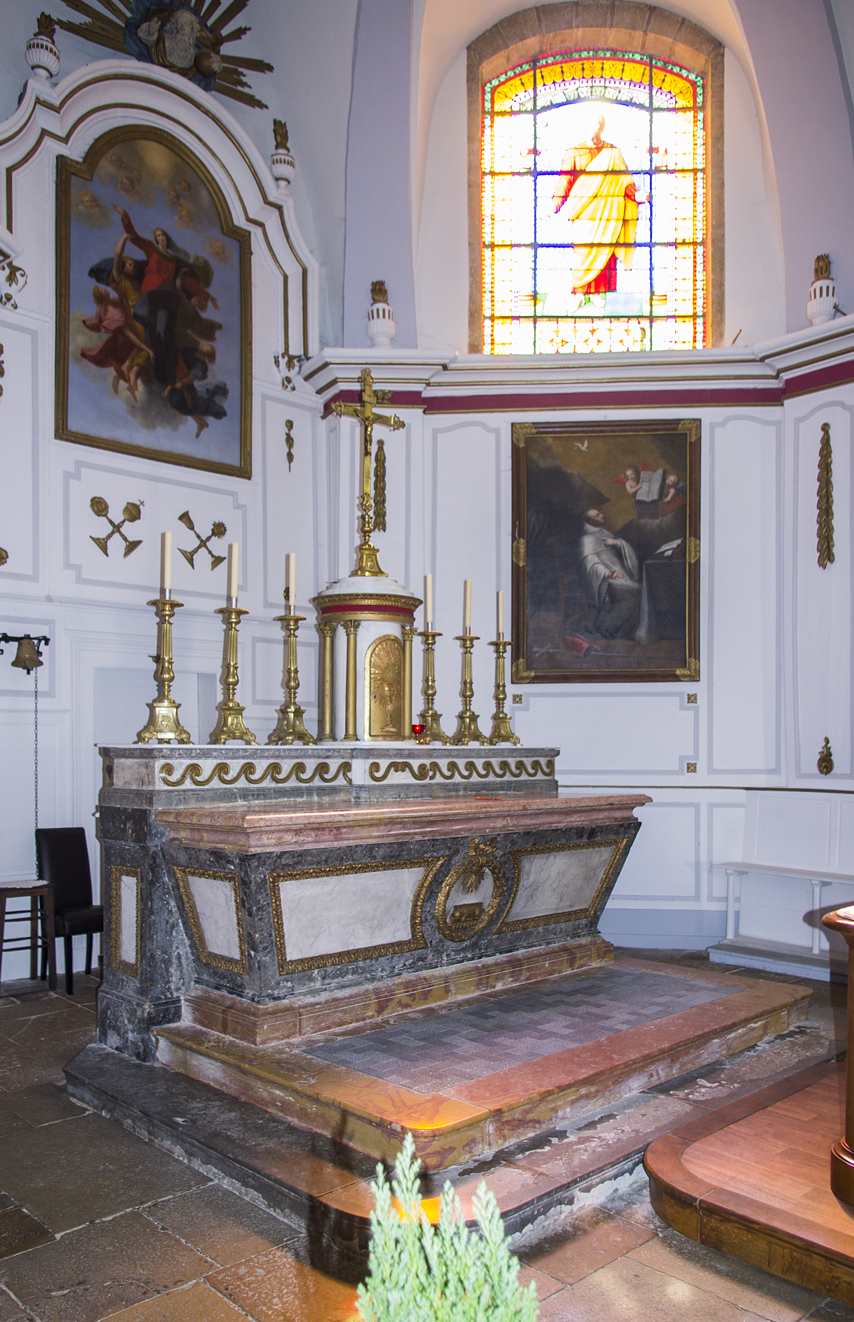
Hochaltar mit Tabernakel der Himmelfahrtskirche Noidans, ursprünglich Hochaltar der Abteikirche des Zisterzienserklosters Bellevaux

## Wirtschaft und Infrastruktur
Noidans-lès-Vesoul war noch bis ins 20. Jahrhundert hinein ein vorwiegend durch die Landwirtschaft (Ackerbau, Weinbau und Viehzucht) geprägtes Dorf. Seit den 1970er Jahren hat sich im Norden des Gemeindegebietes in der Talebene des Durgeon eine ausgedehnte Gewerbe- und Industriezone entwickelt, die sich Noidans-lès-Vesoul mit Vaivre-et-Montoille und Vesoul teilt. Wichtigste Arbeitgeberin ist die Peugeot-Fabrik, die sich hier niedergelassen hat. Zu den weiteren wichtigen Branchen gehören Werbeagenturen, Reinigungsunternehmen, Firmen des Transport- und Baugewerbes und der Elektronik. Daneben gibt es verschiedene Dienstleistungsunternehmen, Betriebe des Einzelhandels sowie einen Hypermarché. Noidans-lès-Vesoul verfügt über ein Collège, ein Kultur-, ein Sport- und Freizeitzentrum. Viele Erwerbstätige sind auch Wegpendler, die in den anderen Ortschaften der Agglomeration Vesoul ihrer Arbeit nachgehen.
Die Ortschaft ist verkehrstechnisch gut erschlossen. Sie ist an das überregionale Straßennetz mit den Hauptstraßen N19 (Belfort – Vesoul – Langres) und N57 (Vesoul – Besançon) angebunden. Weitere Straßenverbindungen bestehen mit Vaivre-et-Montoille und Échenoz-la-Méline. Durch Noidans-lès-Vesoul führt die Bahnlinie von Vesoul nach Langres. Die Industriezone ist durch einen Güterbahnhof erschlossen. Das Dorf ist durch eine Buslinie mit der Stadt Vesoul verbunden.

## Partnerschaft
Seit 2006 unterhält Noidans-lès-Vesoul eine Partnerschaft mit der Stadt Lwówek Śląski (dt.: Löwenberg in Schlesien) in Polen.